# UFC 169
UFC 169: Barao vs. Faber（ユーエフシー・ワンシックスティナイン：バラオン・バーサス・フェイバー）は、アメリカ合衆国の総合格闘技団体「UFC」の大会の一つ。2014年2月1日、ニュージャージー州ニューアークのプルデンシャル・センターで開催された。

## 大会概要
本大会では、王者のヘナン・バラオンと挑戦者のユライア・フェイバーによるUFC世界バンタム級タイトルマッチ、王者のジョゼ・アルドと挑戦者のリカルド・ラマスによるUFC世界フェザー級タイトルマッチが組まれた。
M-1 Globalウェルター級王者ラシド・マゴメドフ、キャリア8戦全勝のトニー・マーティン、7戦全勝のケビン・リーがUFCデビュー。
全12試合中判定決着が10試合を記録しUFC史上最多判定記録を樹立した。

## 試合結果

### アーリープレリム
第1試合 ウェルター級ワンマッチ 5分3R
○  ニール・マグニー vs.  ガサン・ウマラトフ ×
3R終了 判定3-0（29-28、30-27、30-27）
第2試合 ライト級ワンマッチ 5分3R
○  ラシド・マゴメドフ vs.  トニー・マーティン ×
3R終了 判定3-0（29-28、29-28、29-28）
第3試合 ミドル級ワンマッチ 5分3R
○  クリント・ヘスター vs.  アンディ・エンズ ×
3R終了 判定3-0（30-27、30-27、30-26）

### プレリミナリーカード
第4試合 ライト級ワンマッチ 5分3R
○  アル・アイアキンタ vs.  ケビン・リー ×
3R終了 判定3-0（29-28、29-28、28-27）
第5試合 ミドル級ワンマッチ 5分3R
○  ニック・カトーネ vs.  トム・ワトソン ×
3R終了 判定2-1（29-28、28-29、30-27）
第6試合 フライ級ワンマッチ 5分3R
○  クリス・カリアソ vs.  ダニー・マルティネス ×
3R終了 判定3-0（29-28、29-28、29-28）
第7試合 ライト級ワンマッチ 5分3R
○  アラン・パトリック vs.  ジョン・マクデッシ ×
3R終了 判定3-0（29-28、29-28、30-27）

### メインカード
第8試合 ライト級ワンマッチ 5分3R
○  アベル・トルヒーヨ vs.  ジェイミー・ヴァーナー ×
2R 2:32 KO（右フック）
第9試合 フライ級ワンマッチ 5分3R
○  アリ・バガウティノフ vs.  ジョン・リネカー ×
3R終了 判定3-0（29-28、29-28、29-28）
第10試合 ヘビー級ワンマッチ 5分3R
○  アリスター・オーフレイム vs.  フランク・ミア ×
3R終了 判定3-0（30-27、30-27、30-27）
第11試合 UFC世界フェザー級タイトルマッチ 5分5R
○  ジョゼ・アルド vs.  リカルド・ラマス ×
5R終了 判定3-0（49-46、49-46、49-46）
※アルドが6度目の防衛に成功。
第12試合 UFC世界バンタム級タイトルマッチ 5分5R
○  ヘナン・バラオン vs.  ユライア・フェイバー ×
1R 3:42 TKO（右フック→パウンド）
※バラオンが初防衛に成功。

### 各賞
ファイト・オブ・ザ・ナイト： アベル・トルヒーヨ vs. ジェイミー・ヴァーナー
ノックアウト・オブ・ザ・ナイト： アベル・トルヒーヨ
サブミッション・オブ・ザ・ナイト： 該当者なし
各選手にはボーナスとして5万ドルが授与された。

### カード変更
負傷などによるカードの変更は以下の通り。
- 堀口恭司 → ダニー・マルティネス（第6試合）

- ボビー・グリーン → ジェイミー・ヴァーナー（第8試合）

- ドミニク・クルーズ → ユライア・フェイバー（第12試合）

- ジョン・ジョーンズ vs. グローバー・テイシェイラ → 両者の契約問題により中止